# Erich Weinert

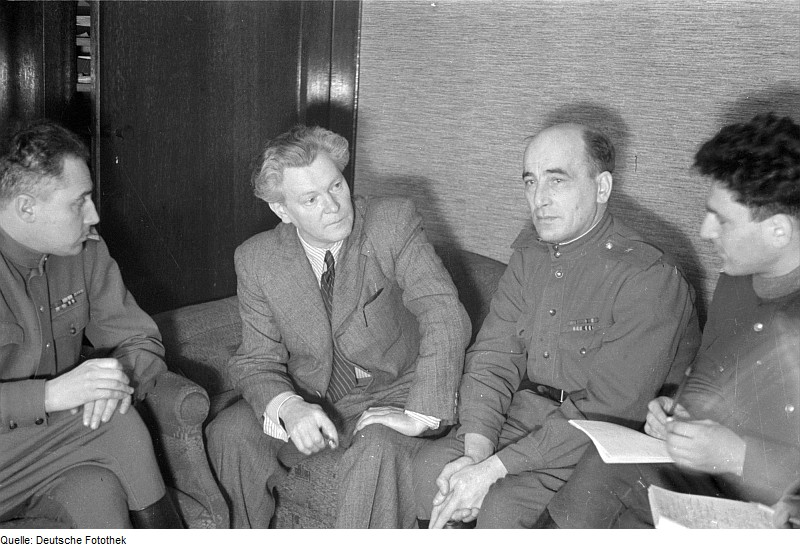
Erich Weinert, zweiter von links, 1946

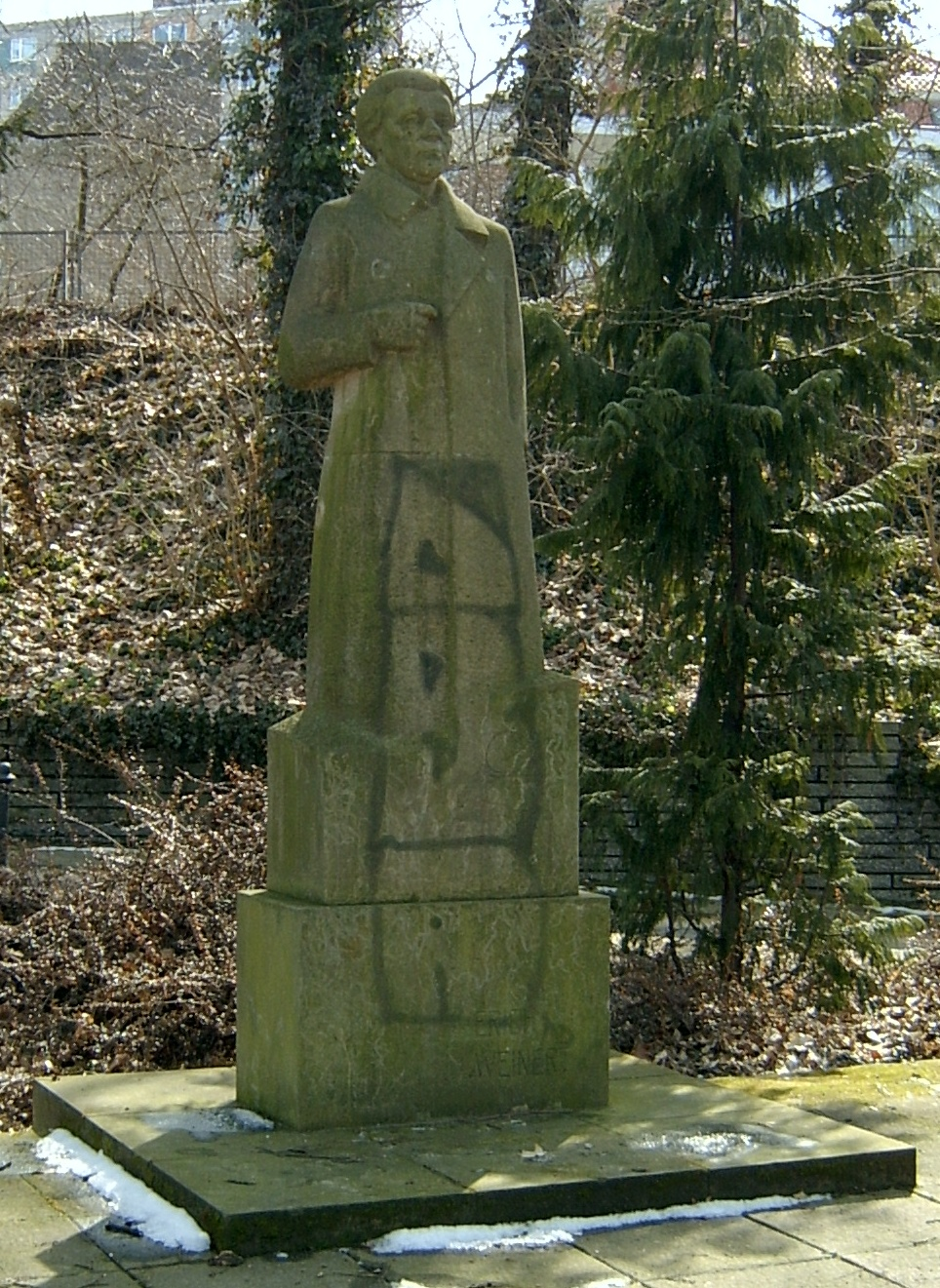
Erich-Weinert-Denkmal in Frankfurt (Oder)

Erich Bernhard Gustav Weinert (* 4. August 1890 in Magdeburg; † 20. April 1953 in Ost-Berlin) war ein deutscher Schriftsteller und ab 1943 Präsident des Nationalkomitees Freies Deutschland.

## Leben
Weinert wurde schon früh durch seinen sozialdemokratisch eingestellten Vater politisch geprägt. Nach dem Besuch der Knabenbürgerschule in Magdeburg wurde Weinert Lehrling im Lokomobilbau in der Buckauer Maschinenfabrik Rudolf Wolf. Das Abitur hatte ihm sein Vater verweigert, weil er Standesdünkel befürchtete. Weinert erhielt 1904 die Jugendweihe. Im Zeitraum von 1908 bis 1910 besuchte er die Kunstgewerbe- und Handwerkerschule Magdeburg. 1912 schloss er sein Studium an der Königlichen Kunstschule Berlin mit einem Staatsexamen als akademischer Zeichenlehrer ab. Weinert wurde, nach einer kurzen freiberuflichen Tätigkeit, zum Militär eingezogen, wo er als Offizier am Ersten Weltkrieg teilnahm.
Mit anderen jungen Künstlern gründete Weinert die Künstlergemeinschaft „Die Kugel“. In den Jahren 1919 und 1920 war er als Lehrer an der von ihm schon als Schüler besuchten Magdeburger Kunstgewerbeschule tätig. Anfang 1920 veröffentlichte er in der Zeitschrift der Gemeinschaft erste Gedichte. In Leipzig wirkte er als Schauspieler und Vortragskünstler. Ab Mai 1921 hatte er im Leipziger Kabarett „Retorte“ mit seinen Kabarett-Texten großen Erfolg. Die Texte wurden unter dem Titel Der verbogene Zeitspiegel und Der Gottesgnadenhecht und andere Abfälle publiziert. Ab 1923 trat Weinert in Berlin im Künstlercafé „Küka“ auf. Weinert veröffentlichte seine Texte in vielen kommunistischen und linksbürgerlichen Zeitschriften, erhielt jedoch in Preußen Redeverbot. Weinert gehörte zu den Mitbegründern des Bundes proletarisch-revolutionärer Schriftsteller. 1929 trat er der KPD bei. Er war Mitarbeiter der Roten Fahne. 1930 begann seine Zusammenarbeit mit Hanns Eisler und Ernst Busch. Bekannt wurden seine Lieder Der heimliche Aufmarsch und Lied der Pflastersteine, die beide von Eisler vertont und von Busch gesungen wurden; letzteres später auch von Gisela May.

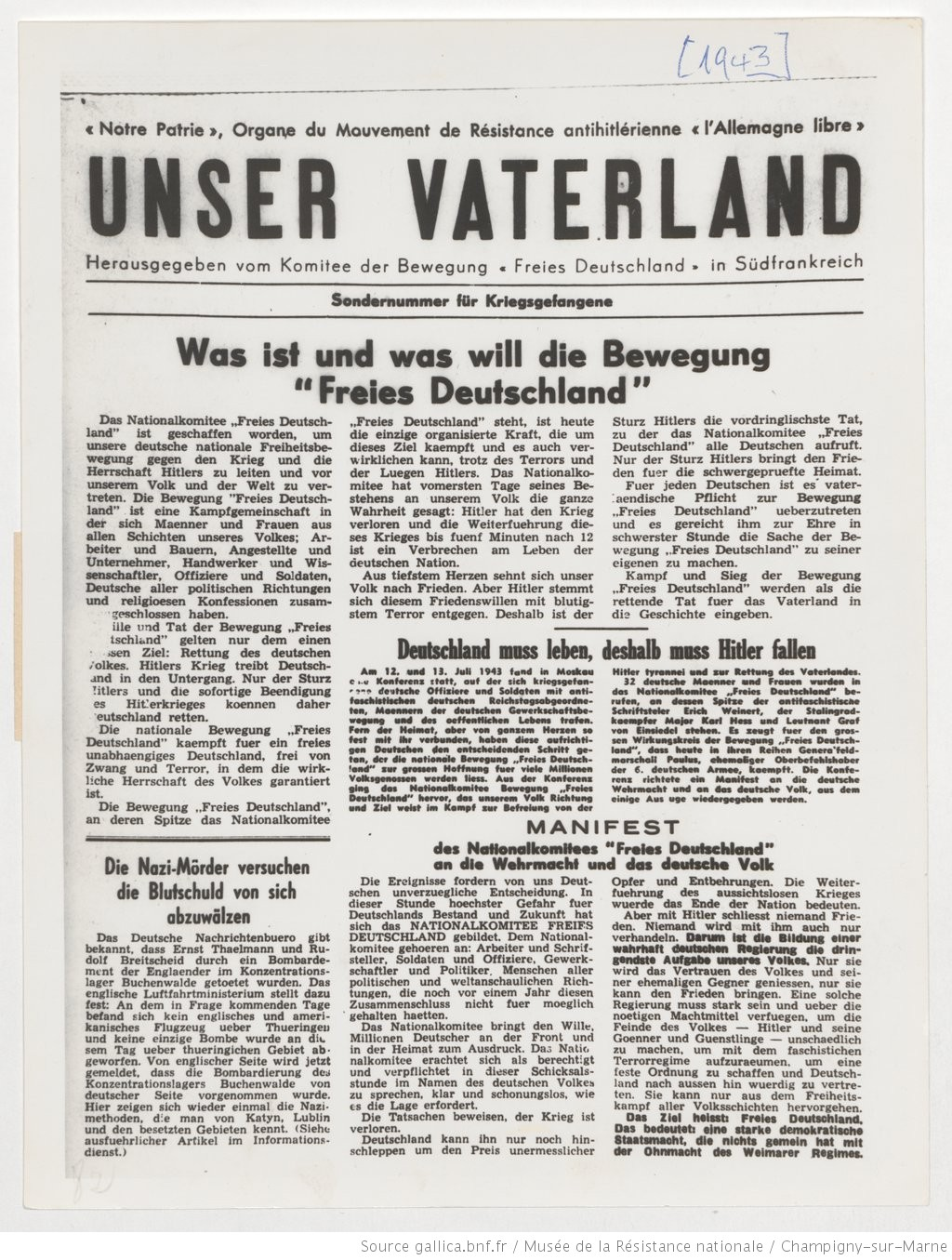
Auszug aus dem Manifest des Nationalkomitees Freies Deutschland, in Unser Vaterland, Sondernummer, 1943, herausgegeben in Südfrankreich

Von 1933 bis 1935 ging Weinert mit seiner zweiten Ehefrau Elisabeth und seiner Tochter aus erster Ehe mit Umweg über die Schweiz und Paris ins Exil in das Saargebiet, wo er 1934 steckbrieflich gesucht wurde. Nach dem Saar-Plebiszit 1935 kehrte er nach Paris zurück, um gleich wieder in die Sowjetunion auszureisen, wo er u. a. für Radio Moskau arbeitete. Er gehörte hier zur Moskauer Parteigruppe der KPD, die von stalinistischen Säuberungsaktionen betroffen war, und war an der geschlossenen Parteiversammlung der deutschen Kommission des Schriftstellerverbandes der UdSSR im September 1936 beteiligt. Seine vernichtende Kritik am jungen Kollegen Samuel Glesel in der Deutschen Zentralzeitung war einer der Gründe für dessen 1936 erfolgten Ausschluss aus dem Schriftstellerverband und der Partei. Glesel wurde 1937 verhaftet und im Rahmen der „Deutschen Operation“ erschossen. Weinert wusste, dass auch der im Moskauer Exil lebende Erfurter Kommunist Paul Schäfer 1938 dort durch die sowjetische Geheimpolizei erschossen worden war, trug jedoch die Legende mit, dass er 1937 in Spanien gefallen wäre. Weinert wurde von 1937 bis 1939 Mitglied der Internationalen Brigaden im Spanischen Bürgerkrieg, wo er als Frontberichterstatter tätig war und das Lied der Internationalen Brigaden verfasste. Anschließend war er von Februar bis Herbst 1939 im Lager Saint-Cyprien (Pyrénées-Orientales) interniert, wo er schwer lungenkrank wurde.
Nach dem deutschen Überfall auf die Sowjetunion war Weinert auf sowjetischer Seite als Propagandist tätig. Mit seinen Gedichten bedruckte Flugblätter wurden in hoher Auflage hinter den deutschen Linien abgeworfen. 1943 wurde er zum Präsidenten des Nationalkomitees Freies Deutschland gewählt.

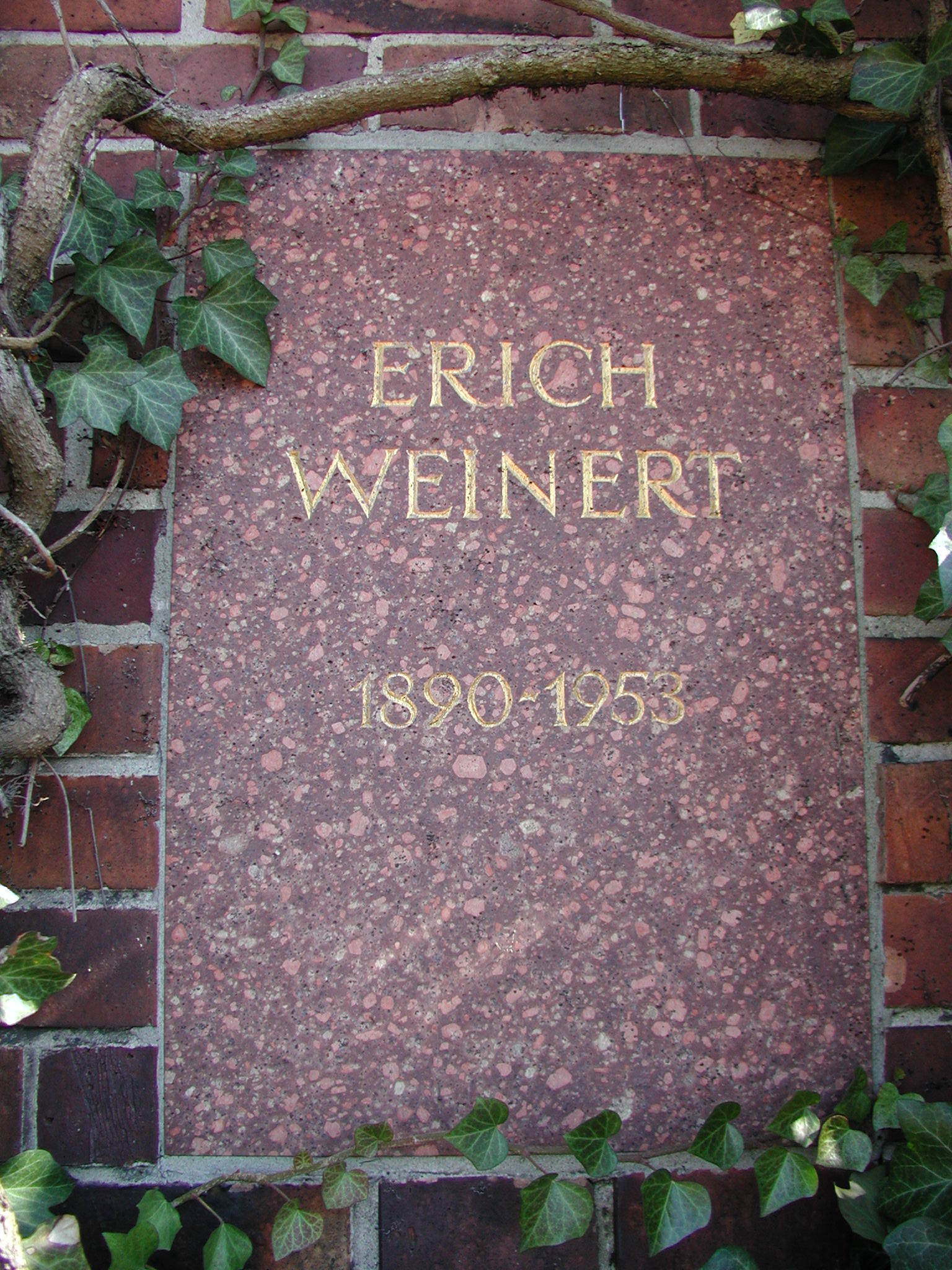
Urnengrab Erich Weinerts in der Gedenkstätte der Sozialisten in Berlin

1946 kehrte Weinert nach Deutschland zurück und wurde, bereits schwer erkrankt, als Vizepräsident der Zentralverwaltung für Volksbildung in der sowjetischen Besatzungszone tätig. Wie viele Künstler und Wissenschaftler wohnte er in der Straße 201. Er veröffentlichte noch, kurz vor seinem Tode, ein Erinnerungsbuch des mit ihm im sowjetischen Exil befreundeten Malers Heinrich Vogeler und machte sich als Nachdichter mit der Herausgabe und Übertragung repräsentativer Auswahlbände aus dem Werk der ukrainischen Nationaldichter Taras Schewtschenko und Iwan Franko verdient. Die Übertragungen, wiewohl im Zeitgeschmack geschrieben, können in ihrer Bild- und Sprachmächtigkeit noch heute als gültig angesehen werden.
Volker Koepp porträtierte 1975 in dem DEFA-Dokumentarfilm Er könnte ja heute nicht schweigen sein Leben und Werk.

## Sonstiges
Seine Tochter Marianne Lange-Weinert veröffentlichte 1958 im Kinderbuchverlag Berlin eine romanhafte Autobiografie über ihre Kindertage und das Leben mit ihrem Vater und der Stiefmutter unter dem Titel Mädchenjahre.

## Werke

### John Schehr und Genossen
Nachdem Angehörige der Gestapo am  1. Februar 1934 den KPD-Vorsitzenden John Schehr und drei weitere Kommunisten – Eugen Schönhaar, Rudolf Schwarz und Erich Steinfurth – erschossen hatten, verfasste Weinert das Gedicht John Schehr und Genossen, das später häufig als Schullektüre in der DDR eingesetzt wurde. Eine Strophe des Gedichtes lautet:
Sie schleppen sie in den dunklen Wald.
Und zwölfmal knallt es und widerhallt.
Da liegen sie mit erloschenem Blick,
jeder drei Nahschüsse im Genick,
John Schehr und Genossen.

### Weitere Schriften (Auswahl)
- Affentheater. Gedichte. Leon Hirsch Verlag, Berlin 1925.
- Erich Weinert spricht. Gedichte. Internationaler Arbeiter-Verlag, Berlin, Wien, Zürich 1930.
- Rufe in die Nacht. Gedichte aus der Fremde 1933–1943. Volk und Welt, Berlin 1950.
- Memento Stalingrad. Ein Frontnotizbuch. Volk und Welt, Berlin 1951.
- Camaradas. Ein Spanienbuch. Volk und Welt, Berlin 1952
- Gesammelte Werke. (9 Bände), herausgegeben 1955–1960.
- Gesammelte Gedichte. (7 Bände), herausgegeben 1970–1987.
- Der verbogene Zeitspiegel.
- Der Gottesgnadenhecht und andere Abfälle.
- Der heimliche Aufmarsch.
- Der unzüchtige Zille.
- Des reichen Mannes Frühlingstag.
- Das Nationalkomitee Freies Deutschland 1943–1945. Rütten & Loening, Berlin 1957.
- Poesiealbum 5.[5] Verlag Neues Leben, Berlin 1968.

### Nachdichtungen
- Taras Schewtschenko: Die Haidamaken und andere Dichtungen. Volk und Welt, Berlin 1950.
- Iwan Franko: Ich seh ohne Grenzen die Felder liegen. Verlag Kultur und Fortschritt, Berlin 1951

## Ehrungen

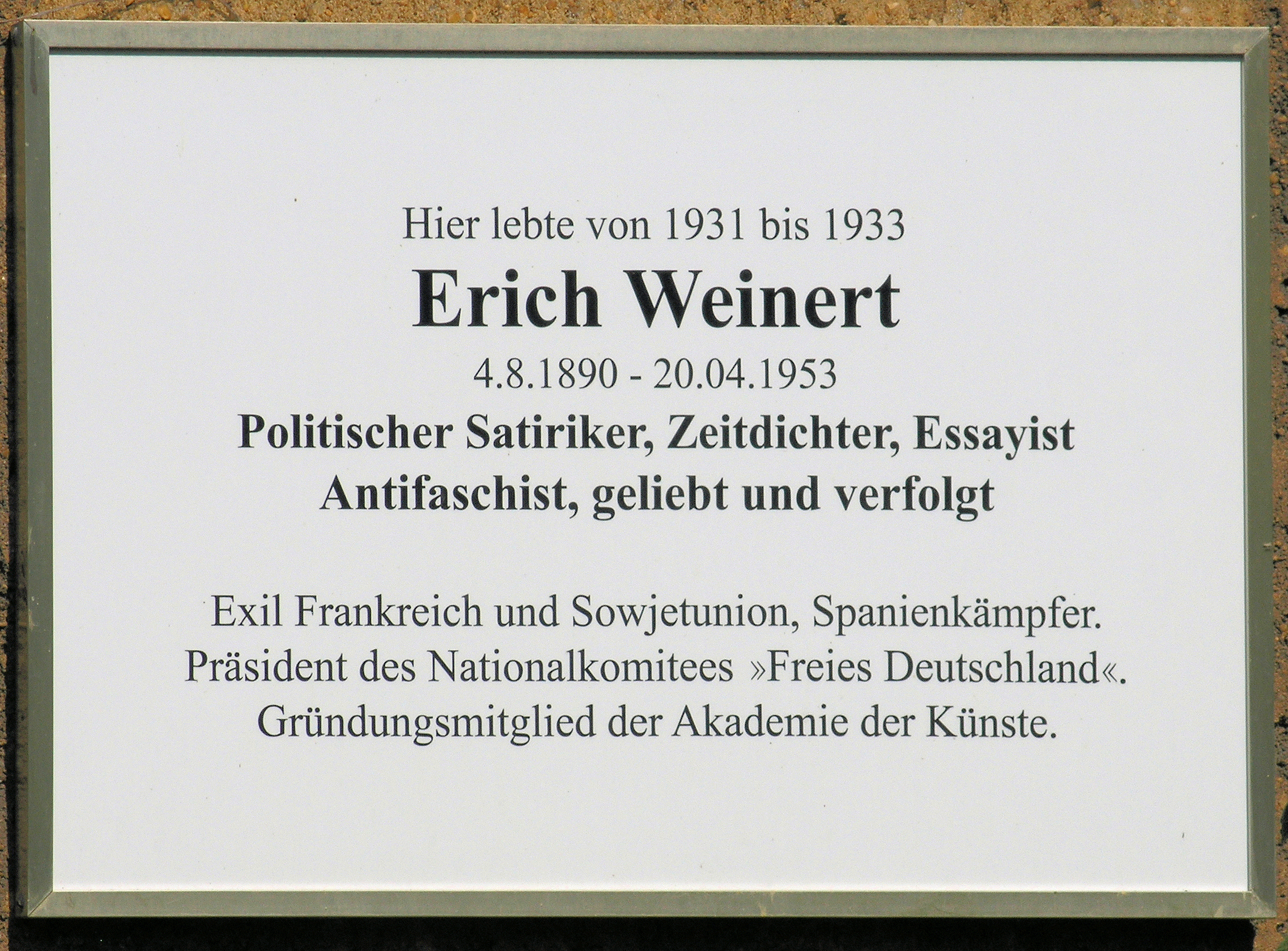
Im Stil der Berliner Gedenktafel gestaltete Ehrung am Haus Kreuznacher Straße 34 in Berlin-Wilmersdorf

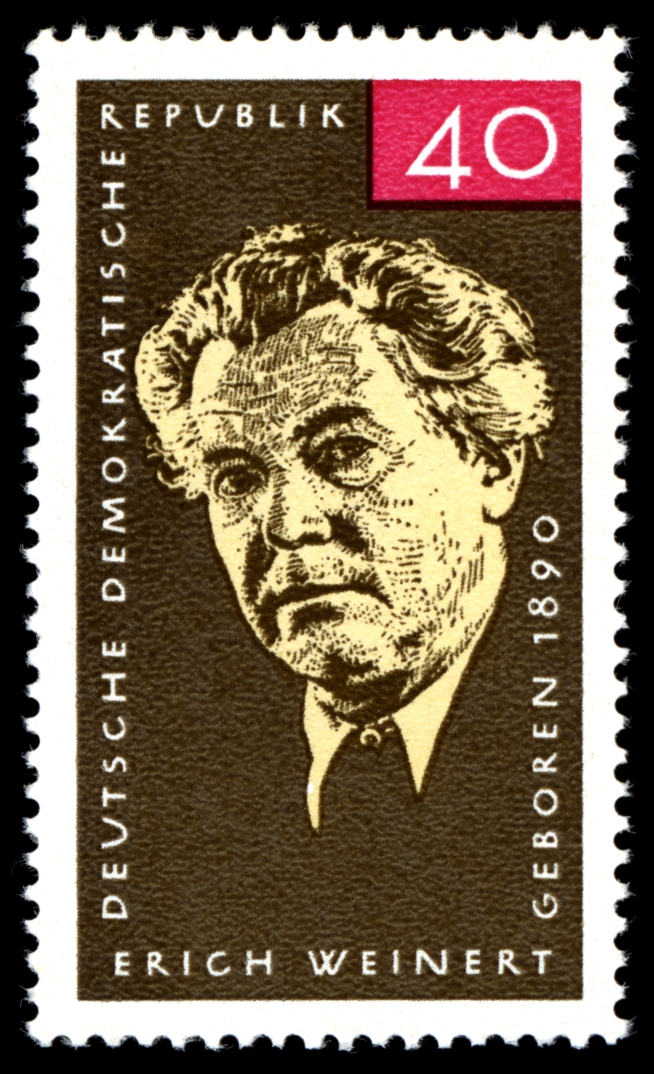
Weinert auf einer Briefmarke vom 28. Juli 1965

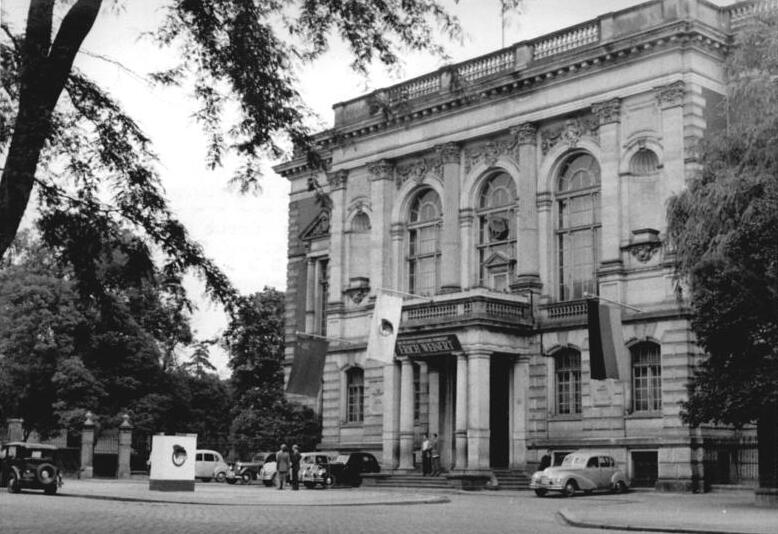
Umbenennung des Hauses der Kultur in „Erich-Weinert-Haus der Deutsch-Sowjetischen Freundschaft“ in Magdeburg am 25. Juni 1953

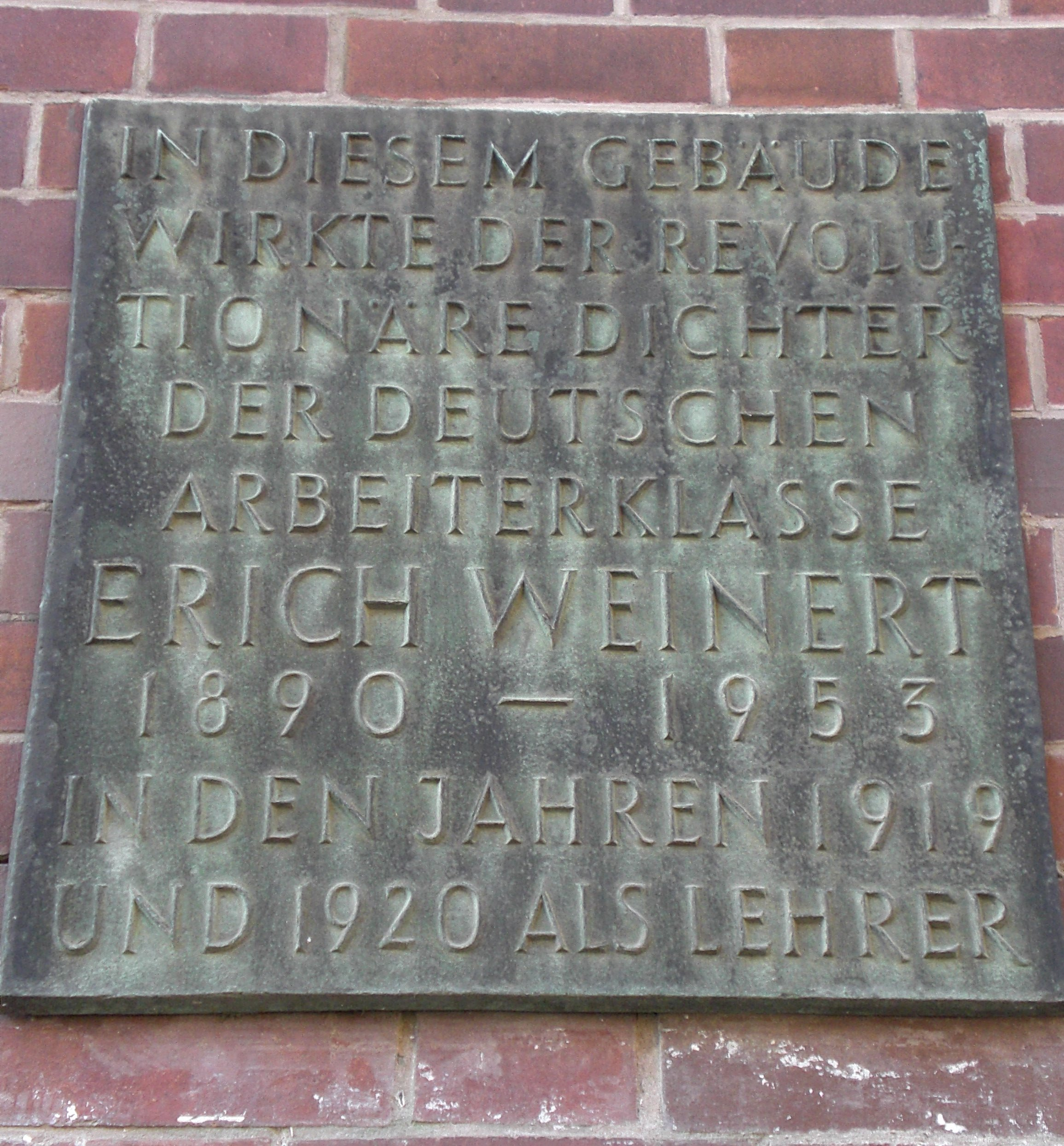
Gedenktafel für Erich Weinert an der Fassade der ehemaligen Kunstgewerbeschule in Magdeburg

- Nach seinem Tode wurde am 25. Juni 1953 durch den Generalsekretär der Gesellschaft für Deutsch-Sowjetische Freundschaft, Gottfried Grünberg, das Haus der Kultur in Magdeburg in „Erich-Weinert-Haus der Deutsch-Sowjetischen Freundschaft“ umbenannt. Gleichzeitig wurde eine Erich-Weinert-Ausstellung eröffnet.
- In Weinerts Heimatstadt Magdeburg wurde eine Straße nach ihm benannt.
- Ein auf der Schiffswerft „Edgar André“ in Magdeburg erbautes Fahrgastschiff der Dichter-Klasse wurde von Li Weinert auf den Namen Erich Weinert getauft. Am 21. Dezember 1961 wurde es der Weißen Flotte in Magdeburg übergeben und unternahm am 14. Januar 1962 seine Jungfernfahrt.
- Sein Geburtshaus in der Thiemstraße 7 in Magdeburg-Buckau wird heute als Literaturhaus Magdeburg genutzt. Im Hinterhof des Hauses steht eine Skulptur des Schriftstellers, welche zu DDR-Zeiten in der Magdeburger Innenstadt (vor dem heutigen Ratswaagehotel) zu finden war.
- An der ehemaligen Kunstgewerbeschule in der Brandenburger Straße in Magdeburg befindet sich eine an sein Wirken erinnernde Gedenktafel. Diese wurde  schon vor 1990 angebracht.
- Die Pädagogische Hochschule Magdeburg trug, bis sie in der Otto-von-Guericke-Universität aufging, den Namen „Erich Weinert“.
- Das VEB Braunkohlenwerk Deuben trug ab 1953 Weinerts Namen.
- Der VEB Messgerätewerk „Erich Weinert“ in Magdeburg war ein wichtiger Produzent für Mess- und Regelanlagen in der DDR.
- In Arendsee erhielt ein Pionierlager den Namen „Erich Weinert“, Träger war das VEB Messgerätewerk „Erich Weinert“ in Magdeburg.[6]
- Die Freie Deutsche Jugend (FDJ) verlieh bis 1989 einen Kunstpreis: die Erich-Weinert-Medaille.
- Der Rat des Bezirks Magdeburg vergab in der DDR den Erich-Weinert-Kunstpreis
- Die Musik-, Tanz- und Theatergruppe der Nationalen Volksarmee der DDR hatte den Namen Erich-Weinert-Ensemble.
- Die  NVA benannte die 43. Fla-Raketenbrigade (43. FRBr) nach Erich Weinert.
- In Berlin-Pankow, Ortsteil Prenzlauer Berg, ist eine Straße nach ihm benannt. Unweit der Kreuzung Ostseestraße/Prenzlauer Allee im Erich-Weinert-Park steht eine von Anna Franziska Schwarzbach geschaffene Porträt-Büste.[7]
- In Oebisfelde (Sachsen-Anhalt) gibt es eine Erich-Weinert-Straße.
- In Halberstadt (Sachsen-Anhalt) gibt es eine Erich-Weinert-Straße.
- In Potsdam, Cottbus und Königs-Wusterhausen (Brandenburg) gibt es jeweils eine Erich-Weinert-Straße.
- In Berlin Marzahn-Hellersdorf, Ortsteil Marzahn, ist eine Stadtteilbibliothek nach ihm benannt.
- In Frankfurt (Oder) wurde ihm ein Denkmal errichtet und die Freilichtbühne nach ihm benannt.[8]
- In Friedrichsbrunn bei Thale gab es das Pionierferienlager „Erich Weinert“.
- Unter anderem wurden in Johanngeorgenstadt, Böhlen bei Grimma und Wittenberg, in den Anfangsjahren der DDR errichtete Polytechnische Oberschulen nach ihm benannt.
- Als ehemaligem Bewohner in der Künstlerkolonie Berlin ist ihm eine Gedenktafel gewidmet.
- 1951 wurde die ehemalige Pension Sasse, von 1945 bis 1950 Unterkunft und Zentralküche des sowjetischen Armee-Sanatoriums Heringsdorf, dem FDGB übergeben und als Objekt „Erich Weinert“ des FDGB-Feriendienstes genutzt.[9]
- 1952 wurde das „Kulturhaus Erich Weinert“ des VEB Kabelwerks „Wilhelm Pieck“ in Berlin-Köpenick eingeweiht.
- 1959 wurde das „Kulturhaus Erich Weinert“ in Pritzwalk eingeweiht.
- In Greifswald ist eine Straße sowie im Stadtteil Schönwalde eine Grundschule nach dem Künstler benannt.
- Seine Urne wurde in der Gedenkstätte der Sozialisten auf dem Zentralfriedhof Friedrichsfelde in Berlin-Lichtenberg beigesetzt, die Urne seiner Witwe Elisabeth in der benachbarten Gräberanlage Pergolenweg.

## Darstellung Weinerts in der bildenden Kunst (Auswahl)
- Herbert Nitzschke: Erich Weinert (Kreidezeichnung, 1953)[10]
- Die Deutsche Post der DDR gab 1990 zu seinen Ehren eine Sondermarke in der Serie Persönlichkeiten der deutschen Arbeiterbewegung heraus.

## Tonträger
- Erich Weinert – Den Gedanken Licht den Herzen Feuer den Fäusten Kraft. Litera, VEB DSB, 1965.
- Erich Weinert spricht! Tondokumente. Litera, 1989.